# Dischidia sarasinorum
Dischidia sarasinorum är en oleanderväxtart som beskrevs av Otto Warburg. Dischidia sarasinorum ingår i släktet Dischidia och familjen oleanderväxter. Inga underarter finns listade i Catalogue of Life.